# Mount Bolt
Mount Bolt ist ein 2010 m hoher Berg im Norden des ostantarktischen Viktorialands. Er ragt in den Anare Mountains an der Nordflanke des Ebbe-Gletschers und 8 km nordwestlich des Peterson Bluff auf.
Der United States Geological Survey (USGS) kartierte ihn anhand eigener Vermessungen von Luftaufnahmen der United States Navy aus den Jahren von 1960 und 1963. Das Advisory Committee on Antarctic Names benannte ihn 1964 nach Leutnant Ronald L. Bolt (1933–2011), Pilot einer Douglas C-47 Skytrain R4D zur Unterstützung der Vermessungsarbeiten des USGS in diesem Gebiet zwischen 1962 und 1963.